# آيت لحسن أو احساين فرحة (آيت صالح)
آيت لحسن أو احساين فرحة هو دُوَّار يقع بجماعة آيت سبع لجروف، إقليم صفرو، جهة فاس مكناس في المملكة المغربية. ينتمي الدوّار لمشيخة آيت صالح التي تضم 4 دواوير. يقدر عدد سكانه بـ 2570 نسمة حسب الإحصاء الرسمي للسكان والسكنى لسنة 2004.

## وصلات خارجية
- البوابة الوطنية للجماعات الترابية
- المندوبية السامية للتخطيط